# Centraal Justitieel Incassobureau
Het Centraal Justitieel Incassobureau (CJIB), gevestigd te Leeuwarden, is een uitvoeringsinstantie van het Nederlandse ministerie van Justitie en Veiligheid. Het CJIB houdt zich voornamelijk bezig met het innen van boetes en administratiekosten op basis van de Wet administratiefrechtelijke handhaving verkeersvoorschriften (Wahv, Wet Mulder).
Het CJIB werd in 1990 opgericht als het gevolg van de invoering van de Wahv in 1989. De organisatie startte in 1990, als proef, met slechts vijf medewerkers, in het arrondissement Utrecht. Het jaar daarop verhuisden de, inmiddels vijftien, medewerkers naar Leeuwarden en werd gestart met de landelijke invoering van de nieuwe werkwijze. Bij het CJIB werken momenteel (2011) ruim 1100 medewerkers.
Het CJIB heeft een spilfunctie in de afhandeling van Wet Mulder-zaken. In de loop der jaren kreeg het CJIB ook steeds meer andere taken. Ook de inning van geldboetevonnissen, transacties en schadevergoedingsmaatregelen lopen tegenwoordig via het CJIB.
De organisatie heeft daarnaast coördinerende taken toegewezen gekregen op het gebied van taak- en vrijheidsstraffen.

## Mijn CJIB

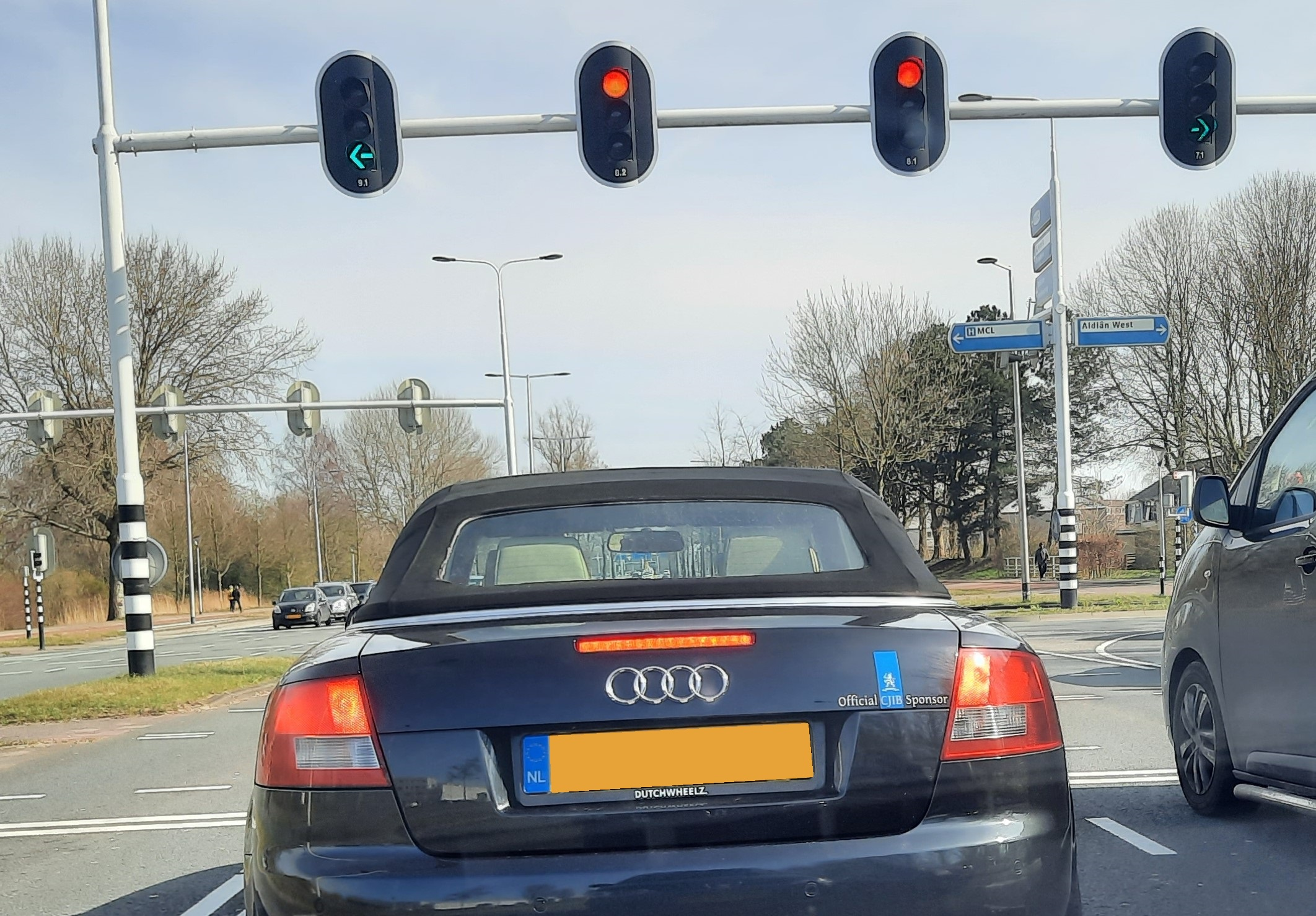
Sticker met tekst: Official CJIB Sponsor Knipoog naar verkeersboetes van het CJIB

Mijn CJIB is het online portaal van het CJIB. Boetes die in dit online portaal zijn opgenomen zijn bijvoorbeeld verkeersboetes en bestuurlijke boetes. Bestuurlijke boetes zijn boetes die bestuursorganen zoals bijvoorbeeld een gemeente oplegt. Ook als de zorgpremie niet op tijd wordt betaald, en er dus een schuld ontstaat, kan deze uiteindelijk in het portaal van Mijn CJIB terecht komen. Eerst zal het CAK proberen de premie te incasseren, maar uiteindelijk neemt het CJIB de incasso over en wordt deze in het portaal geplaatst.
Om in te loggen bij mijn CJIB is een DigiD nodig. Men kan ook inloggen met eIDAS. Naast openstaande boetes zijn ook eerdere boetes bij Mijn CJIB terug te vinden.
Mijn CJIB biedt de mogelijkheid de boetes en achterstanden direct via het portaal te betalen. Het is mogelijk met IDEAL te betalen. Als een boete in het portaal wordt opgenomen betekent dat niet dat het CJIB geen acceptgiro per post stuurt. Dit doet het CJIB namelijk ook. Het CJIB biedt ook de mogelijkheid om een betalingsregeling af te spreken als directe betaling niet mogelijk is. Dit kan alleen als de boete EURO 75,- of hoger is. Een afspraak hiervoor kan via Mijn CJIB gemaakt worden.
Het CJIB neemt tevens de foto's die gemaakt zijn door de snelheidscamera in het portaal op. Die foto's kunnen worden gebruikt voor een eventueel bezwaar tegen de boete. Het ijkrapport van de flitser is niet via Mijn CJIB te vinden maar wel online. Bezwaar maken kan ook online bij het Digitaal Loket Verkeer.

## Kritiek
In 2013 raakte het CJIB in opspraak door de luxe inventaris van het nieuwbouwpand de Marnix State in Leeuwarden en over de noodzakelijkheid van de nieuwbouw.